# Hanawa, Fukushima
Hanawa (塙町 Hanawa-machi) là thị trấn thuộc huyện Higashishirakawa, tỉnh Fukushima, Nhật Bản. Tính đến ngày 1 tháng 10 năm 2020, dân sô ước tính thị trấn là 8.302 người và mật độ dân số là 39 người/km2. Tổng diện tích thị trấn là 211,4 km2.

## Địa lý

### Đô thị lân cận
- Fukushima
  - Tanagura
  - Yamatsuri
  - Samegawa
- Ibaraki
  - Takahagi
  - Kitaibaraki
  - Hitachiōta

### Khí hậu
| Dữ liệu khí hậu của Hanawa, Fukushima    | Dữ liệu khí hậu của Hanawa, Fukushima | Dữ liệu khí hậu của Hanawa, Fukushima | Dữ liệu khí hậu của Hanawa, Fukushima | Dữ liệu khí hậu của Hanawa, Fukushima | Dữ liệu khí hậu của Hanawa, Fukushima | Dữ liệu khí hậu của Hanawa, Fukushima | Dữ liệu khí hậu của Hanawa, Fukushima | Dữ liệu khí hậu của Hanawa, Fukushima | Dữ liệu khí hậu của Hanawa, Fukushima | Dữ liệu khí hậu của Hanawa, Fukushima | Dữ liệu khí hậu của Hanawa, Fukushima | Dữ liệu khí hậu của Hanawa, Fukushima | Dữ liệu khí hậu của Hanawa, Fukushima |
| Tháng                                    | 1                                     | 2                                     | 3                                     | 4                                     | 5                                     | 6                                     | 7                                     | 8                                     | 9                                     | 10                                    | 11                                    | 12                                    | Năm                                   |
| ---------------------------------------- | ------------------------------------- | ------------------------------------- | ------------------------------------- | ------------------------------------- | ------------------------------------- | ------------------------------------- | ------------------------------------- | ------------------------------------- | ------------------------------------- | ------------------------------------- | ------------------------------------- | ------------------------------------- | ------------------------------------- |
| Cao kỉ lục °C (°F)                       | 16.9 (62.4)                           | 20.7 (69.3)                           | 24.6 (76.3)                           | 30.7 (87.3)                           | 33.6 (92.5)                           | 34.8 (94.6)                           | 35.7 (96.3)                           | 36.5 (97.7)                           | 34.1 (93.4)                           | 30.0 (86.0)                           | 23.3 (73.9)                           | 21.7 (71.1)                           | 36.5 (97.7)                           |
| Trung bình ngày tối đa °C (°F)           | 6.2 (43.2)                            | 7.2 (45.0)                            | 11.1 (52.0)                           | 17.0 (62.6)                           | 22.0 (71.6)                           | 24.9 (76.8)                           | 28.4 (83.1)                           | 29.7 (85.5)                           | 25.6 (78.1)                           | 19.9 (67.8)                           | 14.3 (57.7)                           | 8.8 (47.8)                            | 17.9 (64.3)                           |
| Trung bình ngày °C (°F)                  | 0.2 (32.4)                            | 1.1 (34.0)                            | 4.6 (40.3)                            | 10.3 (50.5)                           | 15.7 (60.3)                           | 19.5 (67.1)                           | 23.2 (73.8)                           | 24.1 (75.4)                           | 20.2 (68.4)                           | 14.1 (57.4)                           | 7.8 (46.0)                            | 2.5 (36.5)                            | 11.9 (53.5)                           |
| Tối thiểu trung bình ngày °C (°F)        | −4.8 (23.4)                           | −4.1 (24.6)                           | −1.2 (29.8)                           | 3.8 (38.8)                            | 9.9 (49.8)                            | 15.1 (59.2)                           | 19.4 (66.9)                           | 20.3 (68.5)                           | 16.2 (61.2)                           | 9.5 (49.1)                            | 2.6 (36.7)                            | −2.4 (27.7)                           | 7.0 (44.6)                            |
| Thấp kỉ lục °C (°F)                      | −14.7 (5.5)                           | −16.2 (2.8)                           | −14.2 (6.4)                           | −6.3 (20.7)                           | −0.7 (30.7)                           | 4.2 (39.6)                            | 10.0 (50.0)                           | 11.6 (52.9)                           | 4.4 (39.9)                            | −1.8 (28.8)                           | −6.6 (20.1)                           | −11.6 (11.1)                          | −16.2 (2.8)                           |
| Lượng Giáng thủy trung bình mm (inches)  | 37.7 (1.48)                           | 34.9 (1.37)                           | 86.3 (3.40)                           | 108.0 (4.25)                          | 123.5 (4.86)                          | 145.5 (5.73)                          | 215.4 (8.48)                          | 179.5 (7.07)                          | 199.7 (7.86)                          | 159.2 (6.27)                          | 72.5 (2.85)                           | 43.0 (1.69)                           | 1.405,1 (55.32)                       |
| Số ngày giáng thủy trung bình (≥ 1.0 mm) | 4.6                                   | 5.0                                   | 8.6                                   | 10.1                                  | 11.2                                  | 13.1                                  | 15.0                                  | 12.2                                  | 12.8                                  | 10.0                                  | 7.1                                   | 5.3                                   | 115                                   |
| Số giờ nắng trung bình tháng             | 182.8                                 | 170.3                                 | 188.7                                 | 189.0                                 | 188.6                                 | 138.5                                 | 137.7                                 | 163.3                                 | 126.7                                 | 136.0                                 | 153.5                                 | 165.7                                 | 1.940,8                               |
| Nguồn: Cục Khí tượng Nhật Bản            |                                       |                                       |                                       |                                       |                                       |                                       |                                       |                                       |                                       |                                       |                                       |                                       |                                       |